# Seychellana expansa
Seychellana expansa is een pissebed uit de familie Cirolanidae. De wetenschappelijke naam van de soort is voor het eerst geldig gepubliceerd in 1994 door Kensley & Schotte.